# Singing Like Flood
Singing like flood è l'album di debutto della post-hardcore/screamo band 2side1BRAIN.

## Il disco
L'album contiene otto tracce, ed è stato pubblicato il 20 agosto 2008 da BORNtoLOVE Records. È la prima pubblicazione ufficiale bella band (in precedenza avevano pubblicato solo un demo). Sette tracce hanno titoli in inglese, mentre solo una in giapponese.

## Tracce
1. Beckon me – 3:00
2. Gnosis – 3:51
3. Make your world – 3:48
4. Beautiful days – 4:10
5. CxOxS – 3:21
6. Romantic (you) – 4:34
7. Ano oka no ai to yoba reta konoshita ni (あの丘の愛と呼ばれた木の下に?) – 5:15
8. Singing like flood – 3:55

## Formazione
- Shuntarock – voce
- Narito – chitarra solista
- Yuta – chitarra ritmica, cori
- Hirose – basso
- T-Max – batteria, cori